# Muisslaper
De muisslaper of Ognevs slaapmuis (Myomimus roachi) is een slaapmuis uit het geslacht der muisslapers (Myomimus). De muisslaper werd pas rond 1937 ontdekt in Zuidoost-Bulgarije, en is verder nog aangetroffen in Thracië, West-Turkije en sporadisch in Griekenland.
De muisslaper dankt zijn naam aan de staart, die meer weg heeft van de dunne staart van muizen dan van de pluimstaart van slaapmuizen. Hij heeft een grijsbruine vacht. De oren zijn vrij klein. De muisslaper heeft een kop-romplengte van 70 tot 130 millimeter, een staartlengte van 60 tot 110 millimeter en een lichaamsgewicht van 15 tot 25 gram.
De muisslaper is meer een grondbewoner dan de overige slaapmuizen. Hij houdt zich schuil tussen stenen of in het hol van andere dieren. Hij komt voor in met struiken en bomen begroeide gebieden, maar ook in meer open gebied als in steppen en landbouwgebieden. Ook worden ze aangetroffen in boomgaarden, voornamelijk met appelboom en moerbei. Hij voedt zich voornamelijk met zaden, maar ook met groene plantendelen.